# Phaeogromia
A Phaeogromia (más írásmóddal: Phaeogromida) a Cercozoa Phaeodaria kládjának csoportja.

## Történet
Ernst Haeckel írta le először 1887-ben, de az első hasonló Rhizaria-fajt, a Lirella baileyit már 1856-ban leírta Jacob Bailey a Bering-tenger mélyvízi mintáiból. Hasonló morfológiát mutatott ki George Wallich 1869-ben, amikor leírta a Protocystist.
A Phaeogromiát Haeckel állandó központi kapszulájúként írta le. Adl et al. 2019-es rendszertanában is Phaeogromia néven szerepel. Bár Haeckel a Gromia és hasonló nemzetségek lehetséges rokonaként írta le, a sugárállatkák közé sorolta a Phaeodaria „laegio” egyik rendjeként.
A Phaeodaria 11 kládjából 3 – az A, a B és az F – tartozik a hagyományos értelmezés szerinti Phaeogromidába, melyek nem alkotnak kládot. Ennek ellenére Thomas Cavalier-Smith fenntartotta az alrendek szerinti hagyományos felosztást 2 rendben, a Phaeogromidát az Opaloconchida tagjaként besorolva.
Először hosszú távon, gyakori – közel heti – mintavételekkel 2019-ben tanulmányozták Dolan et al.

## Genetika
Több 18S rDNS-szekvenciája érhető el például a Challengeron és Medusetta nemzetségekből. Teljes genom nem ismert e kládból.

## Filogenetika
Hagyományos meghatározása szerint polifiletikus volt, újabb rendszertanok egyes korábban ide sorolt nemzetségeket nem ide sorolnak.
Adl et al. 2019-es rendszertana szerint 5 nemzetsége van, ezek a Castanella, a Challengeron, a Haeckeliana, a Medusetta és a Tuscarora. Korábban ide sorolták többek közt a Challengeria nemzetséget is.

## Morfológia
Központi kapszulája a középponttól aborális irányban eltérő helyzetű, a főtengely orális pólusán tüskés fogakkal vagy – alkalmanként összetett ágakkal rendelkező – lábakkal körülvett nagy nyílással rendelkező rácshéja egyszerű, számos pórussal rendelkezik, és tojás, poliéder, háromszög vagy lencse alakú, szája bazális lehet. Mitokondriális cristái csőszerűek. Pórusai lehetnek amfora alakúak, köztük szerves cement lehet.
Legtöbb faja 500 μm-nél kisebb.
Feodiuma a központi kapszuláéhoz hasonló térfogatú, szemben a Phaeodaria legtöbb kládjával, ahol előbbi jóval nagyobb. Astropylája az orális póluson van. Szarvai is lehetnek. A Medusettidae héja méhsejtszerűen üreges, a száj körül tüskékkel. Egyes fajok rendelkezhetnek tüskékkel, melyek lehetnek hengeresek, üregesek és hajlottak is.
Szklerakómája erős héjat alkot, de míg A és B kládjaiban ez köpeny vagy tojás alakú, sima vagy kis pórusú felszínnel, az F kládé harang alakú jelentős perisztómával.
Állábhálókat (retikulopódium) alkot táplálkozáshoz.

## Élőhely
Többnyire a kevert tengeri rétegben él. A legtöbb tenger mély rétegeiben él, de többnyire ismeretlen az egyes fajok mennyiségének változása és zsákmányszerzési stratégiájuk is. Egyes fajok azonban a felszínhez közelebb is megtalálhatók.
Egyes fajai, például a Challengeriáéi kozmopoliták.

## Életmód
Pro- és eukariótákat egyaránt – feltehetően süllyedő szerves aggregátumokból – evő fagotróf klád. Nakamura et al. 2018-ban a Gazelletta kashiwaensis táplálkozásáról kimutatták, hogy állábhálókkal fogja be zsákmányát, ez 2023-ig az egyetlen tanulmány volt, mely a klád élő fajai viselkedéséről számolt be.
Ismert életmódú fajai hasonló táplálkozási módjuk alapján hasonló zsákmánnyal táplálkozhatnak.

## Ökológia
Koncentrációja az Északnyugat-Földközi-tengerben télen a legalacsonyabb, amikor a víz keveredése a mezopelágikus zónáig ér, de az egyes fajok koncentrációváltozása egymástól független. Ezzel szemben Dolan et al. Nansen-hálóval pontosabban mérhetők koncentrációi, mint például diszkrét mélységekben 20 μm nyílású hálóval.
Koncentrációváltozása nem kapcsolódik egyszerűen a vízrétegekhez vagy a felszíni rétegek fitoplankton-koncentrációihoz.

## Fosszíliák
Már a felső krétából ismertek Phaeogromia-fajok. Emellett Romániában ismertek a felső badeniből is Phaeogromida-kövületek.